# 亞赫羅馬
56°18′N 37°29′E / 56.300°N 37.483°E
亞赫羅馬（俄语：Я́хрома）是俄羅斯莫斯科州北部的一個城市。位於莫斯科以北55公里。2002年時人口為13,361人。
亞赫羅馬於1841年建立，1940年正式設市。